# Africada lateral retroflexa surda
A africata lateral retroflexa surda é um tipo de som consonantal, usado em algumas línguas faladas. O símbolo no Alfabeto Fonético Internacional é ⟨ʈ͜ɭ̊˔⟩.

## Características
- Seu modo de articulação é o africado.
- Seu ponto de articulação é retroflexo, o que significa prototipicamente que ele está articulado subapical (com a ponta da língua enrolada para cima), mas de forma mais geral, significa que é pós-alveolar sem ser palatalizado. Ou seja, além da articulação subapical prototípica, o contato da língua pode ser apical (pontiagudo) ou laminal (plano).
- Sua fonação é surda, o que significa que é produzida sem vibrações das cordas vocais. Em alguns idiomas, as cordas vocais estão ativamente separadas, por isso é sempre sem voz; em outras, as cordas são frouxas, de modo que pode assumir a abertura de sons adjacentes.
- É uma consoante oral, o que significa que o ar só pode escapar pela boca.
- É uma consoante lateral, o que significa que é produzida direcionando o fluxo de ar para os lados da língua, em vez de para o meio.
- O mecanismo de fluxo de ar é pulmonar, o que significa que é articulado empurrando o ar apenas com os pulmões e o diafragma, como na maioria dos sons.

## Ocorrência
| Língua       | Língua           | Palavra              | AFI                  | Significado | Notas                                |
| ------------ | ---------------- | -------------------- | -------------------- | ----------- | ------------------------------------ |
| Kamkata-vari | Dialeto Kamdeshi | [exemplo necessário] | [exemplo necessário] |             | Foneticamente uma sequência de /ʈl/. |